# 珀爾若爾鄉
46°35′N 26°36′E / 46.583°N 26.600°E
珀爾若爾鄉（羅馬尼亞語：Comuna Pârjol, Bacău），是羅馬尼亞的鄉份，位於該國東北部，由巴克烏縣負責管轄，面積54平方公里，海拔高度320米，2007年人口6,805，人口密度每平方公里125人。